# Liste der Kulturdenkmale in Stadtfeld Ost
In der Liste der Kulturdenkmale in Stadtfeld Ost sind alle Kulturdenkmale des zur Stadt Magdeburg gehörenden Stadtteils Stadtfeld Ost aufgelistet. Grundlage ist das Denkmalverzeichnis des Landes Sachsen-Anhalt, das auf Basis des Denkmalschutzgesetzes vom 21. Oktober 1991 erstellt und seither laufend ergänzt wurde (Stand: 31. Dezember 2022).

## Kulturdenkmale in Stadtfeld Ost
| Lage | Bezeichnung                                                      | Beschreibung | Erfassungs- nummer | Ausweisungsart               | Bild                                                             |
| --- | ---------------------------------------------------------------- | --- | ------------------ | ---------------------------- | ---------------------------------------------------------------- |
| Adelheidring 15 (Karte) | Wohnhaus                                                         | Wohnhaus Das Gebäude wurde im Jahre 1896 erbaut. Es ist ein zweigeschossiger Bau aus Ziegeln, die Fassade ist geprägt von einem Erker mit Loggia und einem Eckturm mit Schweifhaube. Es ist ein Haus im Stil des Späthistorismus. | 094 82652          | Baudenkmal                   | Wohnhaus                                                         |
| Adelheidring 16 (Karte) | Wohn- und Geschäftshaus                                          | dreigeschossiges Wohn- und Geschäftshaus von 1893/94 | 094 16758          | Baudenkmal                   | Wohn- und Geschäftshaus                                          |
| Adelheidring 17 (Karte) | Wohnhaus                                                         | dreigeschossiges Wohnhaus von 1903/04 mit Verzierungen in Formen des Jugendstils | 094 16759          | Baudenkmal                   | Wohnhaus                                                         |
| Adelheidring, Editharing (Karte) | Glacis-Anlage                                                    | Park | 094 71401          | Baudenkmal                   | Weitere Bilder                                                   |
| Albert-Vater-Straße 59, 61, 63, 65, 67, 69, 71, 73, 75, 77 und weitere Straßen (Karte) | Gartenstadt Westernplan                                          | Gartenstadt-Siedlung aus der Zeit von 1923 bis 1936 | 094 70985          | Baudenkmal                   | Gartenstadt Westernplan                                          |
| Albert-Vater-Straße 72 (Karte) | Grundschule Stadtfeld                                            | Backstein-Schulgebäude des Historismus aus der Zeit von 1906 bis 1908 | 094 82262          | Baudenkmal                   | Grundschule Stadtfeld                                            |
| Albert-Vater-Straße 87, Schillerstraße 29 (Karte) | Wohnhaus Albert-Vater-Straße 87, Schillerstraße 29               | Wohnhaus dreigeschossiges Wohnhaus in städtebaulich wichtiger Ecklage von 1913 | 094 82263          | Baudenkmal                   | Wohnhaus Albert-Vater-Straße 87, Schillerstraße 29               |
| Alexander-Puschkin-Straße 18 (Karte) | Wohnhaus                                                         | Wohnhaus | 094 17793          | Baudenkmal                   | Wohnhaus                                                         |
| Alexander-Puschkin-Straße 19 (Karte) | Wohnhaus                                                         | Wohnhaus | 094 17794          | Baudenkmal                   | Wohnhaus                                                         |
| Alexander-Puschkin-Straße 20, 20b (Karte) | Wohnhaus                                                         | Wohnhaus | 094 17795          | Baudenkmal                   | Wohnhaus                                                         |
| Alexander-Puschkin-Straße 22 (Karte) | Wohnhaus                                                         | Wohnhaus | 094 17789          | Baudenkmal                   | Wohnhaus                                                         |
| Alexander-Puschkin-Straße 26 (Karte) | Wohnhaus                                                         | Wohnhaus | 094 17796          | Baudenkmal                   | Wohnhaus                                                         |
| Alexander-Puschkin-Straße 51–55 (Karte) | Straßenzeile                                                     | Straßenzeile | 094 81748          | Denkmalbereich               | Straßenzeile                                                     |
| Alexander-Puschkin-Straße 51, 52 (Karte) | Wohnhaus                                                         | Wohnhaus | 094 70983          | Baudenkmal                   | Wohnhaus                                                         |
| Alexander-Puschkin-Straße 53 (Karte) | Wohnhaus                                                         | Wohnhaus | 094 81749          | Baudenkmal                   | Wohnhaus                                                         |
| Alexander-Puschkin-Straße 54 (Karte) | Wohnhaus                                                         | Wohnhaus | 094 81750          | Baudenkmal                   | Wohnhaus                                                         |
| Alexander-Puschkin-Straße 55 (Karte) | Wohnhaus                                                         | Wohnhaus | 094 81751          | Baudenkmal                   | Wohnhaus                                                         |
| Alexander-Puschkin-Straße 69 (Karte) | Wohn- und Geschäftshaus                                          | Wohn- und Geschäftshaus | 094 82579          | Baudenkmal                   | Wohn- und Geschäftshaus                                          |
| Annastraße 10–17 (Karte) | Straßenzug                                                       | Straßenzug | 094 81760          | Denkmalbereich               | Straßenzug                                                       |
| Annastraße 10 (Karte) | Wohnhaus                                                         | Wohnhaus | 094 81761          | Baudenkmal                   | Wohnhaus                                                         |
| Annastraße 11 (Karte) | Wohnhaus                                                         | Wohnhaus | 094 81762          | Baudenkmal                   | Wohnhaus                                                         |
| Annastraße 12 (Karte) | Wohnhaus                                                         | Wohnhaus | 094 81763          | Baudenkmal                   | Wohnhaus                                                         |
| Annastraße 13 (Karte) | Wohnhaus                                                         | Wohnhaus | 094 81764          | Baudenkmal                   | Wohnhaus                                                         |
| Annastraße 14 (Karte) | Wohn- und Geschäftshaus                                          | Wohn- und Geschäftshaus | 094 81765          | Baudenkmal                   | Wohn- und Geschäftshaus                                          |
| Annastraße 15 (Karte) | Wohnhaus                                                         | Wohnhaus | 094 81766          | Baudenkmal                   | Wohnhaus                                                         |
| Annastraße 16 (Karte) | Wohnhaus                                                         | Wohnhaus | 094 81767          | Baudenkmal                   | Wohnhaus                                                         |
| Annastraße 17 (Karte) | Wohnhaus                                                         | Schule | 094 81768          | Baudenkmal                   | Wohnhaus                                                         |
| Annastraße 23 (Karte) | Wohnhaus                                                         | Wohnhaus | 094 82343          | Baudenkmal                   | Wohnhaus                                                         |
| Annastraße 26, 26a–b (Karte) | Wohnhaus                                                         | Wohnhaus | 094 82344          | Baudenkmal                   | Wohnhaus                                                         |
| Annastraße 30 (Karte) | Wohnhaus                                                         | Wohnhaus | 094 76735          | Baudenkmal                   | Wohnhaus                                                         |
| Annastraße 31 (Karte) | Wohnhaus                                                         | Wohnhaus | 094 76736          | Baudenkmal                   | Wohnhaus                                                         |
| Annastraße 33 (Karte) | Wohnhaus                                                         | Wohnhaus | 094 82337          | Baudenkmal                   | Wohnhaus                                                         |
| Annastraße 34 (Karte) | Wohnhaus                                                         | Wohnhaus | 094 82338          | Baudenkmal                   | Wohnhaus                                                         |
| Annastraße 35 (Karte) | Wohnhaus                                                         | Wohnhaus | 094 82339          | Baudenkmal                   | Wohnhaus                                                         |
| Annastraße 36 (Karte) | Wohnhaus                                                         | Wohnhaus | 094 82340          | Baudenkmal                   | Wohnhaus                                                         |
| Annastraße 37 (Karte) | Wohnhaus                                                         | Wohnhaus | 094 82341          | Baudenkmal                   | Wohnhaus                                                         |
| Annastraße 38 (Karte) | Wohnhaus                                                         | Wohnhaus | 094 82342          | Baudenkmal                   | Wohnhaus                                                         |
| Arndstraße 4 (Karte) | Wohnhaus                                                         | Wohnhaus | 094 82588          | Baudenkmal                   | Wohnhaus                                                         |
| Arndtstraße 5 (Karte) | Wohnhaus                                                         | Wohnhaus | 094 82587          | Baudenkmal                   | Wohnhaus                                                         |
| Arndtstraße 6 (Karte) | Wohnhaus                                                         | Wohnhaus | 094 82586          | Baudenkmal                   | Wohnhaus                                                         |
| Arndtstraße 7 (Karte) | Wohnhaus                                                         | Wohnhaus | 094 82585          | Baudenkmal                   | Wohnhaus                                                         |
| Arndtstraße 9 (Karte) | Wohnhaus                                                         | Wohnhaus | 094 82350          | Baudenkmal                   | Wohnhaus                                                         |
| Arndtstraße 10 (Karte) | Wohnhaus                                                         | Wohnhaus | 094 82351          | Baudenkmal                   | Wohnhaus                                                         |
| Arndtstraße 11 (Karte) | Wohnhaus                                                         | Wohnhaus | 094 82354          | Baudenkmal                   | Wohnhaus                                                         |
| Arndtstraße 12 (Karte) | Wohnhaus                                                         | Wohnhaus | 094 82355          | Baudenkmal                   | Wohnhaus                                                         |
| Arndtstraße 13 (Karte) | Wohnhaus                                                         | Wohnhaus | 094 82356          | Baudenkmal                   | Wohnhaus                                                         |
| Arndtstraße 16 (Karte) | Denkmal                                                          | Das Denkmal für Ernst Moritz Arndt befindet sich an der Ecke des Gebäudes zum Lessingplatz hin. Arndt war ein Schriftsteller des 19. Jahrhunderts. Das Denkmal zeigt den Namensgeber der Straße. Es besteht aus einer Konsole mit einem Inschriftband, einer unterlebensgroßen Statue des Schriftstellers und einem Baldachin in der Form eines Tabanakels. Die Inschrift auf der Konsole ist ein Zitat von Arndt: „Der Gott der Eisen wachsenließ Der wollte keine Knechte / Drum gab er Säbel, Schwert und Spieß Dem Mann in seine Rechte“. Das Denkmal wurde mit dem Bau des Hauses im Jahr 1899 von einem unbekannten Bildhauer erstellt. | 094 06180          | Baudenkmal                   | Denkmal                                                          |
| Arndtstraße 17 (Karte) | Wohn- und Geschäftshaus                                          | Das Wohn- und Geschäftshaus befindet sich an der Gabelung der Lessingstraße und Arndtstraße und prägt so die Straße und den Lessingplatz. Es ist ein dreigeschossiges Haus mit einem Mansarddach. Erbaut wurde das Haus im Jahr 1900 als Kopfbau der folgenden Häuserzeile. Die Fassade ist im Stil des Eklektizismus gegliedert und von einem Schweifgiebel abgeschlossen. | 094 82417          | Baudenkmal                   | Wohn- und Geschäftshaus                                          |
| Arndtstraße 19 (Karte) | Wohnhaus                                                         | Wohnhaus | 094 82416          | Baudenkmal                   | Wohnhaus                                                         |
| Arndtstraße 20 (Karte) | Wohnhaus                                                         | Wohnhaus | 094 82412          | Baudenkmal                   | Wohnhaus                                                         |
| Arndtstraße 21 (Karte) | Wohnhaus                                                         | Wohnhaus | 094 82409          | Baudenkmal                   | Wohnhaus                                                         |
| Arndtstraße 21a (Karte) | Wohnhaus                                                         | Wohnhaus | 094 82411          | Baudenkmal                   | Wohnhaus                                                         |
| Arndtstraße 21b (Karte) | Wohnhaus                                                         | Wohnhaus | 094 82410          | Baudenkmal                   | Wohnhaus                                                         |
| Arndtstraße 21c (Karte) | Wohnhaus                                                         | Wohnhaus | 094 70714          | Baudenkmal                   | Wohnhaus                                                         |
| Arndtstraße 22 (Karte) | Wohnhaus                                                         | Wohnhaus | 094 82407          | Baudenkmal                   | Wohnhaus                                                         |
| Arndtstraße 23 (Karte) | Wohnhaus                                                         | Wohnhaus | 094 82404          | Baudenkmal                   | Wohnhaus                                                         |
| Arndtstraße 24 (Karte) | Wohnhaus                                                         | Wohnhaus | 094 82403          | Baudenkmal                   | Wohnhaus                                                         |
| Arndtstraße 25 (Karte) | Wohnhaus                                                         | Wohnhaus | 094 82402          | Baudenkmal                   | Wohnhaus                                                         |
| Arndtstraße 26 (Karte) | Wohnhaus                                                         | Wohnhaus | 094 82401          | Baudenkmal                   | Wohnhaus                                                         |
| Arndtstraße 26a, Liebknechtstraße 30 (Karte) | Wohnhaus                                                         | Das Wohnhaus wurde um 1893/1894 erbaut. Es ist ein fünfgeschossiges Haus mit einer Fassade im Stil der Neorenaissance. | 094 70442          | Baudenkmal                   | Wohnhaus                                                         |
| Arndtstraße 27 (Karte) | Wohnhaus                                                         | Wohnhaus | 094 82399          | Baudenkmal                   | Wohnhaus                                                         |
| Arndtstraße 28 (Karte) | Wohnhaus                                                         | Wohnhaus | 094 82400          | Baudenkmal                   | Wohnhaus                                                         |
| Arndtstraße 31 (Karte) | Wohnhaus                                                         | Wohnhaus | 094 82405          | Baudenkmal                   | Wohnhaus                                                         |
| Arndtstraße 32 (Karte) | Wohnhaus                                                         | Wohnhaus | 094 82406          | Baudenkmal                   | Wohnhaus                                                         |
| Arndtstraße 33, Kleiststraße 2 (Karte) | Wohn- und Geschäftshaus                                          | Wohn- und Geschäftshaus | 094 82408          | Baudenkmal                   | Wohn- und Geschäftshaus                                          |
| Arndtstraße 34, Kleiststraße 1 (Karte) | Wohnhaus                                                         | Wohnhaus | 094 82414          | Baudenkmal                   | Wohnhaus                                                         |
| Arndtstraße 39 (Karte) | Wohnhaus Arndtstraße 39                                          | dreieinhalbgeschossiges Wohnhaus im Stil des Neobarocks | 094 82394          | Baudenkmal                   | Wohnhaus Arndtstraße 39                                          |
| Arndtstraße 40 (Karte) | Wohn- und Geschäftshaus                                          | Wohn- und Geschäftshaus | 094 82393          | Baudenkmal                   | Wohn- und Geschäftshaus                                          |
| Arndtstraße 43 (Karte) | Wohnhaus                                                         | Wohnhaus | 094 82358          | Baudenkmal                   | Wohnhaus                                                         |
| Arndtstraße 44 (Karte) | Wohnhaus                                                         | Wohnhaus | 094 82357          | Baudenkmal                   | Wohnhaus                                                         |
| Arndtstraße 45 (Karte) | Wohnhaus                                                         | Wohnhaus | 094 82353          | Baudenkmal                   | Wohnhaus                                                         |
| Arndtstraße 46 (Karte) | Wohnhaus                                                         | Wohnhaus | 094 82352          | Baudenkmal                   | Wohnhaus                                                         |
| Arndtstraße 50 (Karte) | Wohnhaus                                                         | Wohnhaus | 094 82584          | Baudenkmal                   | Wohnhaus                                                         |
| Arndtstraße 55 (Karte) | Wohnhaus                                                         | Wohnhaus | 094 82583          | Baudenkmal                   | Wohnhaus                                                         |
| Arndtstraße 56 (Karte) | Wohnhaus                                                         | Wohnhaus | 094 82582          | Baudenkmal                   | Wohnhaus                                                         |
| Ebendorfer Straße 31, 31a–b (Karte) | Wohnhaus                                                         | Wohnhaus | 094 82255          | Baudenkmal                   | Wohnhaus                                                         |
| Ebendorfer Straße 42 (Karte) | Wohnhaus                                                         | Wohnhaus | 094 82253          | Baudenkmal                   | Wohnhaus                                                         |
| Ebendorfer Straße 43, Schopenhauerstraße 2 (Karte) | Wohnhaus                                                         | Wohnhaus | 094 82254          | Baudenkmal                   | Wohnhaus                                                         |
| Ebendorfer Straße 44, Schopenhauerstraße 1 (Karte) | Wohnhaus                                                         | Wohnhaus | 094 82252          | Baudenkmal                   | Wohnhaus                                                         |
| Editharing 31 (Karte) | Wohnhaus                                                         | Wohnhaus | 094 16747          | Baudenkmal                   | Wohnhaus                                                         |
| Editharing 33 (Karte) | Wohnhaus                                                         | Wohnhaus | 094 18258          | Baudenkmal                   | Wohnhaus                                                         |
| Editharing 34 (Karte) | Wohnhaus                                                         | Wohnhaus | 094 18259          | Baudenkmal                   | Wohnhaus                                                         |
| Editharing 41 (Karte) | Verwaltungsgebäude                                               | Bei dem Gebäude handelt es sich um ein 1923 erbautes Büro- und Verwaltungsgebäude, welches sich ehemals im Besitz der Deutschen Bahn AG befand. 2021 erfolgte unter Denkmalschutzauflagen eine Umnutzung zu einem Wohngebäude mit 55 modernen Mikroappartements für Studenten und Berufspendler. Auf dem Gelände befindet sich außerdem noch eine alte und teilweise verfallene Keller- und Bunkeranlage vermutlich aus Weltkriegszeiten. | 094 70213          | Baudenkmal                   | Verwaltungsgebäude                                               |
| Edithawinkel 1 (Karte) | Pavillon                                                         | Am Eingang zum Grundstück Edithawinkel 1 befindet sich eine Einfriedung mit Tor und ein Pavillon. Die Mauer ist übermannhoch und wurde um 1920 erbaut. Dahinter befindet sich ein Pavillon, der etwa sieben Meter hoch ist. Im Erdgeschoss befinden sich Fenster, das Geschoss darüber ist offen, das Dach wird gestützt von toskanischen Säulen. Das Dach ist ein geschweifter Helm mit einer Vase als Abschluss. | 094 71044          | Baudenkmal                   | Pavillon                                                         |
| Freiherr-vom-Stein-Straße 12, Stolzestraße 1 (Karte) | Wohnhaus                                                         | Wohnhaus | 094 82241          | Baudenkmal                   | Wohnhaus                                                         |
| Freiherr-vom-Stein-Straße 14, Stolzestraße 14 (Karte) | Wohnhaus                                                         | Wohnhaus | 094 82235          | Baudenkmal                   | Wohnhaus                                                         |
| Freiherr-vom-Stein-Straße 16 (Karte) | Wohnhaus                                                         | Wohnhaus | 094 82236          | Baudenkmal                   | Wohnhaus                                                         |
| Freiherr-vom-Stein-Straße 18 (Karte) | Wohnhaus                                                         | Wohnhaus | 094 82237          | Baudenkmal                   | Wohnhaus                                                         |
| Freiherr-vom-Stein-Straße 20, Gellertstraße 23 (Karte) | Wohnhaus                                                         | dreigeschossiges Wohnhaus von 1914 mit Stilelementen des Neoklassizismus | 094 82238          | Baudenkmal                   | Wohnhaus                                                         |
| Freiherr-vom-Stein-Straße 22, 24, Gellertstraße 14, 16, 18, 20, Herderstraße 17 (Karte) | Häusergruppe                                                     | Häusergruppe | 094 82233          | Baudenkmal                   | Häusergruppe                                                     |
| Freiherr-vom-Stein-Straße 26, Uhlichstraße 11 (Karte) | Häusergruppe                                                     | Häusergruppe | 094 71406          | Baudenkmal                   | Häusergruppe                                                     |
| Freiherr-vom-Stein-Straße 45, 47 (Karte) | Gemeindehaus                                                     | Gemeindehaus | 094 82232          | Baudenkmal                   | Gemeindehaus                                                     |
| Freiligrathstraße 2, Olvenstedter Straße 9 (Karte) | Wohnhaus                                                         | Wohnhaus | 094 81818          | Baudenkmal                   | Wohnhaus                                                         |
| Freiligrathstraße 11 (Karte) | Wohn- und Geschäftshaus                                          | Wohn- und Geschäftshaus | 094 82250          | Baudenkmal                   | Wohn- und Geschäftshaus                                          |
| Friesenstraße 4 (Karte) | Wohnhaus                                                         | Wohnhaus | 094 82281          | Baudenkmal                   | Wohnhaus                                                         |
| Friesenstraße 44 (Karte) | Wohnhaus                                                         | Wohnhaus | 094 82268          | Baudenkmal                   | Wohnhaus                                                         |
| Friesenstraße 45 (Karte) | Wohnhaus                                                         | Wohnhaus | 094 82267          | Baudenkmal                   | Wohnhaus                                                         |
| Friesenstraße 48 (Karte) | Wohnhaus                                                         | Wohnhaus | 094 82290          | Baudenkmal                   | Wohnhaus                                                         |
| Friesenstraße 53 (Karte) | Wohnhaus                                                         | Wohnhaus | 094 82285          | Baudenkmal                   | Wohnhaus                                                         |
| Friesenstraße 54 (Karte) | Wohnhaus                                                         | Wohnhaus | 094 82284          | Baudenkmal                   | Wohnhaus                                                         |
| Friesenstraße 55 (Karte) | Wohnhaus                                                         | Wohnhaus | 094 82283          | Baudenkmal                   | Wohnhaus                                                         |
| Friesenstraße 56 (Karte) | Wohnhaus                                                         | Wohnhaus | 094 82282          | Baudenkmal                   | Wohnhaus                                                         |
| Ganghoferstraße 1, 3, 5, 7, 9, 11, 13, 15, 17, Goldschmidtring 2, 4, 6, 8, 10, 12, 14, 16, 18, Heimat-Privatstraße 1–7, Olvenstedter Chaussee 14, 16, 18, 20 (Karte)                                                                           | Siedlung                                                         | Siedlung, 1929 errichtet. Der Entwurf im Stil des Neuen Bauens stammt von Hans Holthey. | 094 82321          | Denkmalbereich               | Siedlung                                                         |
| Gellertstraße 1 (Karte) | Wohnhaus                                                         | dreigeschossiges Wohnhaus im Jugendstil von 1912 | 094 82243          | Baudenkmal                   | Wohnhaus                                                         |
| Gellertstraße 2 (Karte) | Wohnhaus                                                         | dreigeschossiges Wohnhaus aus dem Jahr 1914, gestaltet in Anlehnung an den Neoklassizismus | 094 76770          | Baudenkmal                   | Wohnhaus                                                         |
| Gellertstraße 3 (Karte) | Wohn- und Geschäftshaus                                          | dreieinhalbgeschossiges im Jugendstil gestaltetes Wohn- und Geschäftshaus aus dem Jahr 1912 | 094 82251          | Baudenkmal                   | Wohn- und Geschäftshaus                                          |
| Gellertstraße 13, Herderstraße 12, 14, 16 (Karte) | Häusergruppe                                                     | Häusergruppe im Stil des Neuen Bauens aus dem Jahr 1934 | 094 82242          | Denkmalbereich               | Häusergruppe                                                     |
| Gellertstraße 17 (Karte) | Wohnhaus                                                         | dreigeschossiges Wohnhaus aus dem Jahr 1913 | 094 82242          | Baudenkmal                   | Wohnhaus                                                         |
| Gerhart-Hauptmann-Straße 1, Olvenstedter Straße 62 (Karte) | Wohn- und Geschäftshaus                                          | Das Wohn- und Geschäftshaus wurde 1904/1905 erbaut. Es liegt an einer Gabelung der Straßen Gerhart-Hauptmann-Straße und Olvenstedter Straße und bestimmt so das Straßenbild. Es ist ein drei- und viergeschossiges Haus. Der Mittelbau ist übergiebelt, ebenso die Seiten des Mittelbaues. Der Entwurf stammt von Georg Grote. | 094 82300          | Baudenkmal                   | Wohn- und Geschäftshaus                                          |
| Gerhart-Hauptmann-Straße 2, Olvenstedter Straße 61 (Karte) | Wohn- und Geschäftshaus                                          | Das Wohn- und Geschäftshaus wurde um 1900 erbaut. Es befindet sich als Doppelhaus an der Straße Gerhart-Hauptmann-Straße und Olvenstedter Straße und bestimmt so das Straßenbild. Das viergeschossige Haus hat einen trapezförmigen Grundriss. An den Ecken befinden sich dreigeschossige Erker mit Schweifgiebel. Der Mittelteil trägt Balkone, darüber ein flacher runder Giebel. | 094 82299          | Baudenkmal                   | Wohn- und Geschäftshaus                                          |
| Gerhart-Hauptmann-Straße 3 (Karte) | Wohnhaus                                                         | Wohnhaus | 094 82301          | Baudenkmal                   | Wohnhaus                                                         |
| Gerhart-Hauptmann-Straße 5 (Karte) | Wohnhaus                                                         | Wohnhaus | 094 82302          | Baudenkmal                   | Wohnhaus                                                         |
| Gerhart-Hauptmann-Straße 16 (Karte) | Verwaltungsgebäude                                               | Verwaltungsgebäude | 094 82574          | Baudenkmal                   | Verwaltungsgebäude                                               |
| Gerhart-Hauptmann-Straße 20 (Karte) | Wohnhaus                                                         | Wohnhaus | 094 82576          | Baudenkmal                   | Wohnhaus                                                         |
| Gerhart-Hauptmann-Straße 24–26 (Karte) | Schule                                                           | Die ehemalige Schule wurde als Wilhelmstädter Volksmädchenschule von 1914 bis 1918 erbaut, der Architekt war Paul Thürmer. 1921 wurde es zum Postscheckamt umgebaut. Nach dem Zweiten Weltkrieg befand sich hier die sowjetische Bezirkskommandantur und die Bezirksleitung der SED. Es ist ein dreigeschossiges Haus mit einem Walmdach. Auf dem Dach befindet sich ein runder Dachreiter. | 094 82185          | Baudenkmal                   | Schule                                                           |
| Gerhart-Hauptmann-Straße 30 (Karte) | Wohnhaus                                                         | Wohnhaus | 094 82181          | Baudenkmal                   | Wohnhaus                                                         |
| Gerhart-Hauptmann-Straße 32 (Karte) | Wohnhaus                                                         | Wohnhaus | 094 82192          | Baudenkmal                   | Wohnhaus                                                         |
| Gerhart-Hauptmann-Straße 34, Große Diesdorfer Straße 12 (Karte) | Wohnhaus                                                         | Wohnhaus | 094 82191          | Baudenkmal                   | Wohnhaus                                                         |
| Gerhart-Hauptmann-Straße 46 (Karte) | Wohnhaus                                                         | dreigeschossiges Wohnhaus aus dem Jahr 1899 | 094 82187          | Baudenkmal                   | Wohnhaus                                                         |
| Gerhart-Hauptmann-Straße 46a (Karte) | Wohnhaus                                                         | zweieinhalbgeschossiges Wohnhaus von 1902/1903 | 094 76667          | Baudenkmal                   | Wohnhaus                                                         |
| Goethestraße 1, Olvenstedter Straße 65a (Karte) | Wohnhaus                                                         | Wohnhaus | 094 17450          | Baudenkmal                   | Wohnhaus                                                         |
| Goethestraße 1a (Karte) | Wohnhaus                                                         | Wohnhaus | 094 71452          | Baudenkmal                   | Wohnhaus                                                         |
| Goethestraße 2 (Karte) | Wohnhaus                                                         | Wohnhaus | 094 17449          | Baudenkmal                   | Wohnhaus                                                         |
| Goethestraße 3 (Karte) | Wohnhaus                                                         | Wohnhaus | 094 17452          | Baudenkmal                   | Wohnhaus                                                         |
| Goethestraße 16 (Karte) | Wohnhaus                                                         | Wohnhaus | 094 82292          | Baudenkmal                   | Wohnhaus                                                         |
| Goethestraße 17 (Karte) | Wohnhaus                                                         | Wohnhaus | 094 18264          | Baudenkmal                   | Wohnhaus                                                         |
| Goethestraße 19 (Karte) | Wohnhaus                                                         | Wohnhaus | 094 18264          | Baudenkmal                   | Wohnhaus                                                         |
| Goethestraße 20 (Karte) | Wohnhaus                                                         | Wohnhaus | 094 18263          | Baudenkmal                   | Wohnhaus                                                         |
| Goethestraße 21, Immermannstraße 1 (Karte) | Wohnhaus                                                         | Wohnhaus | 094 76660          | Baudenkmal                   | Wohnhaus                                                         |
| Goethestraße 22, Immermannstraße 37 (Karte) | Wohn- und Geschäftshaus                                          | Wohn- und Geschäftshaus | 094 81754          | Baudenkmal                   | Wohn- und Geschäftshaus                                          |
| Goethestraße 22, 23, 24, 25, 26, 27, 28 (Karte) | Straßenzeile                                                     | weitgehend erhaltene Straßenzeile vom Ende des 19. Anfang des 20. Jahrhunderts | 094 81753          | Denkmalbereich               | Straßenzeile                                                     |
| Goethestraße 24 (Karte) | Gemeindehaus der evangelischen Paulusgemeinde                    | Gemeindehaus von 1896 | 094 81755          | Baudenkmal                   | Gemeindehaus der evangelischen Paulusgemeinde                    |
| Goethestraße 26 (Karte) | Wohnhaus                                                         | dreigeschossiges Wohnhaus aus dem Jahr 1903 | 094 81756          | Baudenkmal                   | Wohnhaus                                                         |
| Goethestraße 27 (Karte) | Wohnhaus                                                         | dreigeschossiges Wohnhaus im Stil der Neorenaissance von 1902 | 094 81757          | Baudenkmal                   | Wohnhaus                                                         |
| Goethestraße 28 (Karte) | Pfarrhaus                                                        | im Jahr 1902 im Stil der Neogotik errichtetes Pfarrhaus | 094 81758          | Baudenkmal                   | Pfarrhaus                                                        |
| Goethestraße 39 (Karte) | Wohnhaus                                                         | dreigeschossiges Wohnhaus aus dem Jahr 1901 | 094 71144          | Baudenkmal                   | Wohnhaus                                                         |
| Goethestraße 55 (Karte) | Wohnhaus                                                         | dreigeschossiges Wohnhaus im Jugendstil aus dem Jahr 1909 | 094 81809          | Baudenkmal                   | Wohnhaus                                                         |
| Goethestraße 56 (Karte) | Wohnhaus                                                         | zweieinhalbgeschossiges Wohnhaus im Jugendstil aus dem Jahr 1909 | 094 76700          | Baudenkmal                   | Wohnhaus                                                         |
| Goethestraße 57 (Karte) | Wohnhaus                                                         | zweieinhalbgeschossiges Wohnhaus im Jugendstil aus dem Jahr 1909 | 094 76701          | Baudenkmal                   | Wohnhaus                                                         |
| Goethestraße 58 (Karte) | Villa                                                            | zweigeschossige Jugendstil-Villa von 1912 | 094 17453          | Baudenkmal                   | Villa                                                            |
| Goethestraße (Karte) | Goetheanlage                                                     | Park | 094 17455          | Baudenkmal                   | Goetheanlage                                                     |
| Goethestraße (Karte) | Pauluskirche                                                     | Die evangelische Pauluskirche wurde von 1894 bis 1896 erbaut. Es ist eine neogotische Hallenkirche, die Architekten waren Heinrich Reinhardt und Georg Süßenguth aus Berlin. Von 1964 bis 1966 wurde die Kirche renoviert. | 094 81808          | Baudenkmal                   | Pauluskirche                                                     |
| Große Diesdorfer Straße 3 (Karte) | Fabrik                                                           | Die Fabrik wurde von 1891 bis 1892 erbaut. An der Straße befindet sich das Verwaltungsgebäude, dahinter weitere Industriebauten. Das Verwaltungsgebäude ist aus gelben Ziegel erbaut worden. Das dreigeschossige Haus hat zwei Risalite im jeweils einem Dreiecksgiebel. Die Fenster sind paarweise angeordnet. Im Hof steht ein Schornstein. Hier befand sich die Dampfseifenfabrik Müller und Kalkow. | 094 16765          | Baudenkmal                   | Fabrik                                                           |
| Große Diesdorfer Straße 4 (Karte) | Wohnhaus                                                         | Wohnhaus - (Stadtfeld Ost Nr. 2) Von dem Baumeister H. Cornelius für die Seifenfabrikanten Müller und Kalkow 1891/92 errichtetes Wohnhaus in Form einer Halbvilla. Zweistöckig mit hohem Sockelgeschoß und Mansardendach. | 094 82188          | Baudenkmal                   | Wohnhaus                                                         |
| Große Diesdorfer Straße 5 (Karte) | Wohnhaus                                                         | Wohnhaus | 094 16767          | Baudenkmal                   | Wohnhaus                                                         |
| Große Diesdorfer Straße 6–11 (Karte) | Häusergruppe                                                     | Häusergruppe | 094 82573          | Denkmalbereich               | Häusergruppe                                                     |
| Große Diesdorfer Straße 12 (Karte) | Wohnhaus                                                         | Wohnhaus | 094 77075          | Baudenkmal                   | Wohnhaus                                                         |
| Große Diesdorfer Straße 14 (Karte) | Wohn- und Geschäftshaus                                          | Wohn- und Geschäftshaus | 094 82200          | Baudenkmal                   | Wohn- und Geschäftshaus                                          |
| Große Diesdorfer Straße 15 (Karte) | Wohn- und Geschäftshaus                                          | Wohn- und Geschäftshaus | 094 16770          | Baudenkmal                   | Wohn- und Geschäftshaus                                          |
| Große Diesdorfer Straße 16, 16a, 17, 17a, Maxim-Gorki-Straße 39, 41, 41a, Schillerweg 1–4 (Karte) | Wohnanlage Schillerweg                                           | Siedlung In den Jahren 1933/1934 errichtete viereinhalbgeschossige genossenschaftliche Wohnsiedlung, bemerkenswert der Mix aus Architekturformen des Neuen Bauens der 1920er Jahre und traditionalistischer Architekturelemente. | 094 82572          | Baudenkmal                   | Weitere Bilder                                                   |
| Große Diesdorfer Straße 21, 22, Maxim-Gorki-Straße 47 (Karte) | Sparkasse                                                        | Wohn- und Geschäftshaus | 094 17783          | Baudenkmal                   | Sparkasse                                                        |
| Große Diesdorfer Straße 22a (Karte) | Wohnhaus                                                         | Wohnhaus | 094 17784          | Baudenkmal                   | Wohnhaus                                                         |
| Große Diesdorfer Straße 25 (Karte) | Wohn- und Geschäftshaus                                          | Wohn- und Geschäftshaus | 094 70821          | Baudenkmal                   | Wohn- und Geschäftshaus                                          |
| Große Diesdorfer Straße 26 (Karte) | Wohn- und Geschäftshaus                                          | Wohn- und Geschäftshaus | 094 82568          | Baudenkmal                   | Wohn- und Geschäftshaus                                          |
| Große Diesdorfer Straße 27 (Karte) | Wohn- und Geschäftshaus                                          | Wohn- und Geschäftshaus | 094 82567          | Baudenkmal                   | Wohn- und Geschäftshaus                                          |
| Große Diesdorfer Straße 28 (Karte) | Wohn- und Geschäftshaus                                          | Wohn- und Geschäftshaus | 094 82566          | Baudenkmal                   | Wohn- und Geschäftshaus                                          |
| Große Diesdorfer Straße 37 (Karte) | Verwaltungsgebäude                                               | Verwaltungsgebäude | 094 18247          | Baudenkmal                   | Verwaltungsgebäude                                               |
| Große Diesdorfer Straße 220 (Karte) | Wohn- und Geschäftshaus                                          | Wohn- und Geschäftshaus | 094 82565          | Baudenkmal                   | Wohn- und Geschäftshaus                                          |
| Große Diesdorfer Straße 226 (Karte) | Wohn- und Geschäftshaus                                          | Wohn- und Geschäftshaus | 094 82570          | Baudenkmal                   | Wohn- und Geschäftshaus                                          |
| Große Diesdorfer Straße 231 (Karte) | Wohn- und Geschäftshaus                                          | Wohn- und Geschäftshaus | 094 82571          | Baudenkmal                   | Wohn- und Geschäftshaus                                          |
| Große Diesdorfer Straße 237 (Karte) | Wohnhaus                                                         | Wohnhaus | 094 81816          | Baudenkmal                   | Wohnhaus                                                         |
| Große Diesdorfer Straße 246, Kleine Lindenallee 5 (Karte) | Wohnhaus                                                         | Wohnhaus | 094 76783          | Baudenkmal                   | Wohnhaus                                                         |
| Große Diesdorfer Straße 247, Kleine Lindenallee 6 (Karte) | Wohnhaus                                                         | Wohnhaus | 094 77079          | Baudenkmal                   | Wohnhaus                                                         |
| Große Diesdorfer Straße 248 (Karte) | Villa                                                            | Die Villa wurde 1927 erbaut. Es ist ein Bau mit der Form eines Kubus mit einem flachen Dach. Das dritte Geschoss ist zurückgesetzt. | 094 82193          | Baudenkmal                   | Villa                                                            |
| Große Diesdorfer Straße 250 (Karte) | Wohnhaus                                                         | Wohnhaus | 094 82198          | Baudenkmal                   | Wohnhaus                                                         |
| Große Diesdorfer Straße 251 (Karte) | Wohnhaus                                                         | Wohnhaus | 094 82197          | Baudenkmal                   | Wohnhaus                                                         |
| Hans-Löscher-Straße 13 (Karte) | Wohnhaus                                                         | Wohnhaus | 094 82345          | Baudenkmal                   | Wohnhaus                                                         |
| Hans-Löscher-Straße 20 (Karte) | Wohnhaus                                                         | Wohnhaus | 094 82346          | Baudenkmal                   | Wohnhaus                                                         |
| Hans-Löscher-Straße 22 (Karte) | Wohnhaus                                                         | Wohnhaus | 094 82347          | Baudenkmal                   | Wohnhaus                                                         |
| Hans-Löscher-Straße 23 (Karte) | Wohnhaus                                                         | Wohnhaus | 094 82348          | Baudenkmal                   | Wohnhaus                                                         |
| Hans-Löscher-Straße 30 (Karte) | Altenheim Sankt Georgii                                          | Altenheim Das schlossartig gestaltete dreigeschossige Altenheim wurde 1901 erbaut. | 094 82349          | Baudenkmal                   | Altenheim Sankt Georgii                                          |
| Harsdorfer Straße 2, Olvenstedter Chaussee 1, Olvenstedter Platz 7, 8 (Karte) | Bogenhaus                                                        | Wohnhaus dreieinhalb- bis viergeschossiger Bau mit kreisbogenförmig ausgebildeter Ostfassade, 1930 im Stil des Neuen Bauens errichtet | 094 82314          | Baudenkmal                   | Bogenhaus                                                        |
| Harsdorfer Straße 4 (Karte) | Wohnhaus                                                         | Wohnhaus | 094 82316          | Baudenkmal                   | Wohnhaus                                                         |
| Harsdorfer Straße 6 (Karte) | Wohnhaus                                                         | Wohnhaus | 094 82315          | Baudenkmal                   | Wohnhaus                                                         |
| Harsdorfer Straße 8 (Karte) | Wohnhaus                                                         | Wohnhaus | 094 82317          | Baudenkmal                   | Wohnhaus                                                         |
| Herderstraße 2 (Karte) | Wohnhaus                                                         | Wohnhaus | 094 82313          | Baudenkmal                   | Wohnhaus                                                         |
| Herderstraße 9 (Karte) | Wohnhaus                                                         | Wohnhaus | 094 82246          | Baudenkmal                   | Wohnhaus                                                         |
| Herderstraße 11 (Karte) | Wohnhaus                                                         | Wohnhaus | 094 82247          | Baudenkmal                   | Wohnhaus                                                         |
| Herderstraße 12, 14 16 (Karte) | Wohnhaus                                                         | Wohnhaus | 094 76886          | Baudenkmal                   | Wohnhaus                                                         |
| Herderstraße 13 (Karte) | Wohnhaus                                                         | Wohnhaus | 094 82248          | Baudenkmal                   | Wohnhaus                                                         |
| Herderstraße 17 (Karte) | Wohnhaus                                                         | Wohnhaus | 094 76885          | Baudenkmal                   | Wohnhaus                                                         |
| Herderstraße 19, 21 (Karte) | Wohnhaus                                                         | Wohnhaus | 094 82234          | Baudenkmal                   | Wohnhaus                                                         |
| Immermannstraße 1–37 (Karte) | Immermannstraße (Magdeburg)                                      | In dem Straßenzug sind fast alle Häuser aus der Gründerzeit erhalten. Der Stil der Häuser ist der des Neobarocks oder Neorenaissance. Es sind vier- oder fünfgeschossige Häuser. | 094 81769          | Denkmalbereich               | Immermannstraße (Magdeburg)                                      |
| Immermannstraße 1 (Karte) | Wohnhaus                                                         | Wohnhaus | 094 76896          | Baudenkmal                   | Wohnhaus                                                         |
| Immermannstraße 2 (Karte) | Wohnhaus                                                         | Wohnhaus | 094 81771          | Baudenkmal                   | Wohnhaus                                                         |
| Immermannstraße 3 (Karte) | Wohnhaus                                                         | Das viergeschossige Wohnhaus wurde im Stil der Neorenaissance im Jahre 1889 erbaut. Das Haus hat rechts ein zweiachsiger Risalit, hier befindet sich auch die Toreinfahrt. Uber den Fenstern im zweiten Geschoss befinden sich Dreieckesgiebel. Die Gauben im Dach wurden durch Fenster ersetzt. | 094 81772          | Baudenkmal                   | Wohnhaus                                                         |
| Immermannstraße 4 (Karte) | Wohnhaus                                                         | Wohnhaus | 094 81773          | Baudenkmal                   | Wohnhaus                                                         |
| Immermannstraße 6 (Karte) | Wohn- und Geschäftshaus                                          | Wohn- und Geschäftshaus | 094 81774          | Baudenkmal                   | Wohn- und Geschäftshaus                                          |
| Immermannstraße 7 (Karte) | Wohn- und Geschäftshaus                                          | Wohn- und Geschäftshaus | 094 81775          | Baudenkmal                   | Wohn- und Geschäftshaus                                          |
| Immermannstraße 8 (Karte) | Wohn- und Geschäftshaus                                          | Wohn- und Geschäftshaus | 094 81776          | Baudenkmal                   | Wohn- und Geschäftshaus                                          |
| Immermannstraße 9 (Karte) | Wohn- und Geschäftshaus                                          | Wohn- und Geschäftshaus | 094 81777          | Baudenkmal                   | Wohn- und Geschäftshaus                                          |
| Immermannstraße 11 (Karte) | Wohn- und Geschäftshaus                                          | Wohn- und Geschäftshaus | 094 81779          | Baudenkmal                   | Wohn- und Geschäftshaus                                          |
| Immermannstraße 12 (Karte) | Wohn- und Geschäftshaus                                          | Wohn- und Geschäftshaus | 094 81780          | Baudenkmal                   | Wohn- und Geschäftshaus                                          |
| Immermannstraße 13 (Karte) | Wohnhaus                                                         | Wohnhaus | 094 81781          | Baudenkmal                   | Wohnhaus                                                         |
| Immermannstraße 14 (Karte) | Wohn- und Geschäftshaus                                          | Wohn- und Geschäftshaus | 094 81782          | Baudenkmal                   | Wohn- und Geschäftshaus                                          |
| Immermannstraße 15 (Karte) | Wohn- und Geschäftshaus                                          | Wohn- und Geschäftshaus | 094 81783          | Baudenkmal                   | Wohn- und Geschäftshaus                                          |
| Immermannstraße 16 (Karte) | Wohn- und Geschäftshaus                                          | Wohn- und Geschäftshaus | 094 81784          | Baudenkmal                   | Wohn- und Geschäftshaus                                          |
| Immermannstraße 17 (Karte) | Wohn- und Geschäftshaus                                          | Wohn- und Geschäftshaus | 094 81785          | Baudenkmal                   | Wohn- und Geschäftshaus                                          |
| Immermannstraße 18 (Karte) | Immermann-Gedenktafel                                            | Gedenktafel Die Gedenktafel für Karl Leberecht Immermann wurde am 3. Juli 1927 anlässlich der Deutschen Theaterausstellung enthüllt und befand sich ursprünglich am Geburtshaus des Dichters in der Altstadt. Auf der Tafel befindet sich ein flaches Relief von Immermann und die Inschrift: „Karl Leberecht Immermann/Geb • 24 • IV • 1796/Magdeburg“. | 094 71174          | Kleindenkmal                 | Immermann-Gedenktafel                                            |
| Immermannstraße 19, Olvenstedter Platz 1 (Karte) | Wohn- und Geschäftshaus Immermannstraße 19, Olvenstedter Platz 1 | Wohn- und Geschäftshaus viereinhalbgeschossiger Komplex aus zwei Häusern in Formen des Neobarocks und der Neorenaissance | 094 81786          | Baudenkmal                   | Wohn- und Geschäftshaus Immermannstraße 19, Olvenstedter Platz 1 |
| Immermannstraße 20 (Karte) | Wohn- und Geschäftshaus                                          | Wohn- und Geschäftshaus | 094 71152          | Baudenkmal                   | Wohn- und Geschäftshaus                                          |
| Immermannstraße 21 (Karte) | Wohn- und Geschäftshaus                                          | Wohn- und Geschäftshaus | 094 81787          | Baudenkmal                   | Wohn- und Geschäftshaus                                          |
| Immermannstraße 22 (Karte) | Wohnhaus                                                         | Wohnhaus | 094 81788          | Baudenkmal                   | Wohnhaus                                                         |
| Immermannstraße 23 (Karte) | Wohn- und Geschäftshaus                                          | Wohn- und Geschäftshaus | 094 81789          | Baudenkmal                   | Wohn- und Geschäftshaus                                          |
| Immermannstraße 24 (Karte) | Wohnhaus                                                         | Wohnhaus | 094 81790          | Baudenkmal                   | Wohnhaus                                                         |
| Immermannstraße 25 (Karte) | Wohn- und Geschäftshaus                                          | Wohn- und Geschäftshaus | 094 81791          | Baudenkmal                   | Wohn- und Geschäftshaus                                          |
| Immermannstraße 26 (Karte) | Wohnhaus                                                         | Wohnhaus | 094 81792          | Baudenkmal                   | Wohnhaus                                                         |
| Immermannstraße 27 (Karte) | Wohnhaus                                                         | Wohnhaus | 094 81793          | Baudenkmal                   | Wohnhaus                                                         |
| Immermannstraße 28 (Karte) | Wohnhaus                                                         | Wohnhaus | 094 81794          | Baudenkmal                   | Wohnhaus                                                         |
| Immermannstraße 29 (Karte) | Wohn- und Geschäftshaus                                          | Wohn- und Geschäftshaus | 094 81795          | Baudenkmal                   | Wohn- und Geschäftshaus                                          |
| Immermannstraße 30 (Karte) | Wohnhaus                                                         | Wohnhaus | 094 81796          | Baudenkmal                   | Wohnhaus                                                         |
| Immermannstraße 31 (Karte) | Wohnhaus                                                         | Wohnhaus | 094 81797          | Baudenkmal                   | Wohnhaus                                                         |
| Immermannstraße 32 (Karte) | Wohnhaus                                                         | Wohnhaus | 094 81798          | Baudenkmal                   | Wohnhaus                                                         |
| Immermannstraße 33 (Karte) | Wohnhaus                                                         | Wohnhaus | 094 81799          | Baudenkmal                   | Wohnhaus                                                         |
| Immermannstraße 34 (Karte) | Wohnhaus                                                         | Wohnhaus | 094 81800          | Baudenkmal                   | Wohnhaus                                                         |
| Immermannstraße 35 (Karte) | Wohnhaus                                                         | Wohnhaus | 094 81801          | Baudenkmal                   | Wohnhaus                                                         |
| Immermannstraße 36 (Karte) | Wohnhaus                                                         | Wohnhaus | 094 81802          | Baudenkmal                   | Wohnhaus                                                         |
| Immermannstraße 37 (Karte) | Wohn- und Geschäftshaus                                          | Wohnhaus | 094 77076          | Baudenkmal                   | Wohn- und Geschäftshaus                                          |
| Johann-Gottlieb-Schoch-Straße, Liebknechtstraße 27, 29, 31, 33, 35, 37, Schlachthofstraße, Zum Handelshof 1, 1a, 7, 9, Zur Viehbörse 1, 3, 5, 7, 703 B-Q, westlich der Altstadt und des Festungsrings an der Bahnlinie nach Marienborn (Karte) | Schlachthof Magdeburg                                            | Schlachthof | 094 06268          | Baudenkmal                   | Weitere Bilder                                                   |
| Zur Viehbörse 1, westlich der Altstadt und des Festungsrings an der Bahnlinie nach Marienborn (Karte) | Schlachthof                                                      | Schlachthof Die ehemalige Rinder- und Schweinemarkthallen des Schlachthof Magdeburg wurden in den 1890er Jahren erbaut. | 094 06268 001      | Teilobjekt eines Baudenkmals | BW                                                               |
| Kleine Lindenallee 5 (Karte) | Wohnhaus                                                         | Wohnhaus | 094 77078          | Baudenkmal                   | Wohnhaus                                                         |
| Kleine Lindenallee 6 (Karte) | Wohnhaus                                                         | Wohnhaus | 094 77079          | Baudenkmal                   | Wohnhaus                                                         |
| Kleine Lindenallee 7 (Karte) | Wohnhaus                                                         | Wohnhaus | 094 71463          | Baudenkmal                   | BW                                                               |
| Kleine Straße 8 (Karte) | Wohnhaus                                                         | Wohnhaus | 094 15977          | Baudenkmal                   | Wohnhaus                                                         |
| Kleiststraße 1 (Karte) | Wohnhaus                                                         | Wohnhaus | 094 76904          | Baudenkmal                   | Wohnhaus                                                         |
| Kleiststraße 2 (Karte) | Wohnhaus                                                         | Wohnhaus | 094 82413          | Baudenkmal                   | Wohnhaus                                                         |
| Kleiststraße 4 (Karte) | Wohnhaus                                                         | Wohnhaus | 094 82415          | Baudenkmal                   | Wohnhaus                                                         |
| Lessingstraße 28, Wilhelm-Kobelt-Straße 5 (Karte) | Wohnhaus                                                         | Wohnhaus | 094 71399          | Baudenkmal                   | Wohnhaus                                                         |
| Lessingstraße 66 (Karte) | Wohn- und Geschäftshaus                                          | Wohn- und Geschäftshaus | 094 82392          | Baudenkmal                   | Wohn- und Geschäftshaus                                          |
| Lessingstraße 69 (Karte) | Wohnhaus                                                         | Wohnhaus | 094 82389          | Baudenkmal                   | Wohnhaus                                                         |
| Liebermannstraße 20 (Karte) | Wohn- und Geschäftshaus                                          | Wohn- und Geschäftshaus | 094 82581          | Baudenkmal                   | Wohn- und Geschäftshaus                                          |
| Liebknechtstraße 14 (Karte) | Villa Toepffer                                                   | Die Villa wurde von 1885 bis 1891 errichtet. | 094 06348          | Baudenkmal                   | Villa Toepffer                                                   |
| Liebknechtstraße 26 (Karte) | Wohnhaus                                                         | Wohnhaus in Fachwerkbauweise von 1864 | 094 82754          | Baudenkmal                   | Wohnhaus                                                         |
| Liebknechtstraße 27 (Karte) | Verwaltungsgebäude                                               | ehemaliges Verwaltungsgebäude | 094 71454          | Baudenkmal                   | Verwaltungsgebäude                                               |
| Liebknechtstraße 28 (Karte) | Wohnhaus                                                         | Wohnhaus | 094 82755          | Baudenkmal                   | Wohnhaus                                                         |
| Liebknechtstraße 36 (Karte) | Wohn- und Geschäftshaus                                          | Wohn- und Geschäftshaus | 094 82757          | Baudenkmal                   | Wohn- und Geschäftshaus                                          |
| Liebknechtstraße 38 (Karte) | Wohnhaus                                                         | Wohnhaus | 094 82756          | Baudenkmal                   | Wohnhaus                                                         |
| Liebknechtstraße 40 (Karte) | Wappentafel                                                      | Wappentafel von 1697 im Treppenhaus | 094 06417          | Baudenkmal                   | BW                                                               |
| Liebknechtstraße 40 (Karte) | Wohn- und Geschäftshaus                                          | Wohn- und Geschäftshaus | 094 82758          | Baudenkmal                   | Wohn- und Geschäftshaus                                          |
| Matthissonstraße 1, 1a, 2–14 (Karte) | Straßenzug                                                       | Straßenzug | 094 82223          | Denkmalbereich               | Straßenzug                                                       |
| Matthissonstraße 1a (Karte) | Wohnhaus                                                         | Wohnhaus | 094 82367          | Baudenkmal                   | Wohnhaus                                                         |
| Matthissonstraße 2 (Karte) | Wohnhaus                                                         | Wohnhaus | 094 82369          | Baudenkmal                   | Wohnhaus                                                         |
| Matthissonstraße 3 (Karte) | Wohnhaus                                                         | Wohnhaus | 094 82371          | Baudenkmal                   | Wohnhaus                                                         |
| Matthissonstraße 4 (Karte) | Wohnhaus                                                         | Wohnhaus | 094 82374          | Baudenkmal                   | Wohnhaus                                                         |
| Matthissonstraße 5 (Karte) | Wohnhaus                                                         | Wohnhaus | 094 82375          | Baudenkmal                   | Wohnhaus                                                         |
| Matthissonstraße 6 (Karte) | Wohnhaus                                                         | Wohnhaus | 094 82377          | Baudenkmal                   | Wohnhaus                                                         |
| Matthissonstraße 7 (Karte) | Wohnhaus                                                         | Wohnhaus | 094 82380          | Baudenkmal                   | Wohnhaus                                                         |
| Matthissonstraße 8 (Karte) | Wohnhaus                                                         | Wohnhaus | 094 82379          | Baudenkmal                   | Wohnhaus                                                         |
| Matthissonstraße 9 (Karte) | Wohnhaus                                                         | Wohnhaus | 094 82378          | Baudenkmal                   | Wohnhaus                                                         |
| Matthissonstraße 10 (Karte) | Wohnhaus                                                         | Wohnhaus | 094 82376          | Baudenkmal                   | Wohnhaus                                                         |
| Matthissonstraße 11 (Karte) | Wohnhaus                                                         | Wohnhaus | 094 82373          | Baudenkmal                   | Wohnhaus                                                         |
| Matthissonstraße 12 (Karte) | Wohnhaus                                                         | Wohnhaus | 094 82372          | Baudenkmal                   | Wohnhaus                                                         |
| Matthissonstraße 13 (Karte) | Wohnhaus                                                         | Wohnhaus | 094 82370          | Baudenkmal                   | Wohnhaus                                                         |
| Matthissonstraße 14 (Karte) | Wohnhaus                                                         | Wohnhaus | 094 82368          | Baudenkmal                   | Wohnhaus                                                         |
| Maxim-Gorki-Straße 13 (Karte) | Verwaltungsgebäude                                               | Verwaltungsgebäude | 094 16775          | Baudenkmal                   | Verwaltungsgebäude                                               |
| Maxim-Gorki-Straße 16 (Karte) | Villa                                                            | Villa | 094 82182          | Baudenkmal                   | Villa                                                            |
| Maxim-Gorki-Straße 20 (Karte) | Villa                                                            | Villa | 094 16777          | Baudenkmal                   | Villa                                                            |
| Maxim-Gorki-Straße 39, 41, 41a (Karte) | Wohnhaus                                                         | Wohnhaus | 094 16777          | Baudenkmal                   | Wohnhaus                                                         |
| Maxim-Gorki-Straße 47 (Karte) | Wohnhaus                                                         | Wohnhaus | 094 76921          | Baudenkmal                   | Wohnhaus                                                         |
| Nitzschkestraße 1, 3, Schleiermacherstraße 8, Westring 29, 31, 33, 35, 37 (Karte) | Häusergruppe                                                     | Häusergruppe | 094 71015          | Baudenkmal                   | Häusergruppe                                                     |
| Olvenstedter Chaussee 30 (Karte) | Villa                                                            | Die gründerzeitliche Villa mit historisierenden Details wurde 1901/03 nach Entwürfen von Maurermeister Reinhold Radisch für den Fabrikanten Carl Winter erbaut. Zweites Obergeschoss 1915 aufgesetzt. Es ist ein Putzbau mit zwei bis drei Geschossen und einem Satteldach. Im Dach befinden sich kleine Dachhäuser und ein treppenförmiger Dacherker. Es ist einfacheres Beispiel für unternehmerischer Wohnkultur um 1900. | 094 82827          | Baudenkmal                   | Villa                                                            |
| Olvenstedter Straße 1, 2 (Karte) | Verwaltungsgebäude                                               | Das Verwaltungsgebäude wurde von 1894 bis 1896 erbaut, es wurde in den Jahren 1900/1901, 1907/1908, 1911/1912 und 1914/1915 erweitert. Hier hatte die ehemalige Magdeburger Versicherung Wilhelma ihren Sitz, daher wird das Gebäude auch Wilhelma-Haus genannt. Es ist ein viergeschossiger Bau mit einem Mansarddach. In der Mitte der Fassade befindet sich ein Risalit an den Ecken polygonale Erker. | 094 82177          | Baudenkmal                   | Verwaltungsgebäude                                               |
| Olvenstedter Straße 8b (Karte) | Wohn- und Geschäftshaus                                          | Wohn- und Geschäftshaus | 094 81817          | Baudenkmal                   | Wohn- und Geschäftshaus                                          |
| Olvenstedter Straße 9 (Karte) | Wohn- und Geschäftshaus                                          | Wohn- und Geschäftshaus | 094 81819          | Baudenkmal                   | Wohn- und Geschäftshaus                                          |
| Olvenstedter Straße 10 (Karte) | Wohn- und Geschäftshaus                                          | Wohn- und Geschäftshaus | 094 82309          | Baudenkmal                   | Wohn- und Geschäftshaus                                          |
| Olvenstedter Straße 11a (Karte) | Brauerei Olvenstedter Straße 11a                                 | ehemalige Brauereiniederlage aus dem Jahr 1904 | 094 82640          | Baudenkmal                   | Brauerei Olvenstedter Straße 11a                                 |
| Olvenstedter Straße 12 (Karte) | Wohnhaus                                                         | Wohnhaus | 094 82308          | Baudenkmal                   | Wohnhaus                                                         |
| Olvenstedter Straße 13 (Karte) | Wohn- und Geschäftshaus Olvenstedter Straße 13                   | viereinhalbgeschossiges Wohn- und Geschäftshaus im Stil des Neobarocks aus dem Jahr 1898 | 094 82310          | Baudenkmal                   | Wohn- und Geschäftshaus Olvenstedter Straße 13                   |
| Olvenstedter Straße 15 (Karte) | Wohn- und Geschäftshaus                                          | Wohn- und Geschäftshaus | 094 82311          | Baudenkmal                   | Wohn- und Geschäftshaus                                          |
| Olvenstedter Straße 17 (Karte) | Wohn- und Geschäftshaus                                          | Wohn- und Geschäftshaus | 094 82312          | Baudenkmal                   | Wohn- und Geschäftshaus                                          |
| Olvenstedter Straße 28, 28a, 28b (Karte) | Wohn- und Geschäftshaus                                          | Das Wohn- und Geschäftshaus wurde von 1927 bis 1928 erbaut. Es liegt an der Ecke zur Schillerstraße und prägt so das Bild der Straße. Das Haus wurde im Stil des Neuen Bauens errichtet. Es ist ein viereinhalbgeschossiger Bau mit einem Flachdach. Im Erdgeschoss befand sich ein Ladengeschäft des Konsumvereins, dem Bauherren. | 094 82280          | Baudenkmal                   | Wohn- und Geschäftshaus                                          |
| Olvenstedter Straße 29 (Karte) | Wohnhaus                                                         | Wohnhaus | 107 15025          | Baudenkmal                   | Wohnhaus                                                         |
| Olvenstedter Straße 30 (Karte) | Wohnhaus                                                         | Wohnhaus | 094 82297          | Baudenkmal                   | Wohnhaus                                                         |
| Olvenstedter Straße 37 (Karte) | Villa                                                            | Villa | 094 70822          | Baudenkmal                   | Villa                                                            |
| Olvenstedter Straße 39, 40 (Karte) | Wohnhaus                                                         | Wohnhaus | 094 82266          | Baudenkmal                   | Wohnhaus                                                         |
| Olvenstedter Straße 44 (Karte) | Wohnhaus                                                         | Wohnhaus | 094 82294          | Baudenkmal                   | Wohnhaus                                                         |
| Olvenstedter Straße 45a (Karte) | Wohn- und Geschäftshaus                                          | Wohn- und Geschäftshaus | 094 71014          | Baudenkmal                   | Wohn- und Geschäftshaus                                          |
| Olvenstedter Straße 45b (Karte) | Wohnhaus                                                         | Wohnhaus | 094 82293          | Baudenkmal                   | Wohnhaus                                                         |
| Olvenstedter Straße 48 (Karte) | Wohnhaus                                                         | Wohnhaus | 094 76849          | Baudenkmal                   | Wohnhaus                                                         |
| Olvenstedter Straße 49 (Karte) | Wohnhaus Olvenstedter Straße 49                                  | Wohnhaus zweigeschossiges Gebäude in Fachwerkbauweise von 1882 | 094 70823          | Baudenkmal                   | Wohnhaus Olvenstedter Straße 49                                  |
| Olvenstedter Straße 50 (Karte) | Wohn- und Geschäftshaus Olvenstedter Straße 50                   | Wohn- und Geschäftshaus viergeschossiges Gebäude mit Mezzaningeschoss im Stil der Neorenaissance aus der Zeit um 1880/1890 | 094 71164          | Baudenkmal                   | Wohn- und Geschäftshaus Olvenstedter Straße 50                   |
| Olvenstedter Straße 53 (Karte) | Wohnhaus                                                         | Wohnhaus | 094 82298          | Baudenkmal                   | Wohnhaus                                                         |
| Olvenstedter Straße 61 (Karte) | Wohn- und Geschäftshaus                                          | Wohn- und Geschäftshaus | 094 76940          | Baudenkmal                   | Wohn- und Geschäftshaus                                          |
| Olvenstedter Straße 62 (Karte) | Wohn- und Geschäftshaus                                          | Wohn- und Geschäftshaus | 094 76939          | Baudenkmal                   | Wohn- und Geschäftshaus                                          |
| Olvenstedter Straße 63 (Karte) | Wohn- und Geschäftshaus                                          | Wohn- und Geschäftshaus | 094 82304          | Baudenkmal                   | Wohn- und Geschäftshaus                                          |
| Olvenstedter Straße 64 (Karte) | Wohn- und Geschäftshaus                                          | Wohn- und Geschäftshaus | 094 82305          | Baudenkmal                   | Wohn- und Geschäftshaus                                          |
| Olvenstedter Straße 65 (Karte) | Wohn- und Geschäftshaus                                          | Wohn- und Geschäftshaus | 094 82306          | Baudenkmal                   | Wohn- und Geschäftshaus                                          |
| Olvenstedter Straße 65a (Karte) | Wohnhaus                                                         | Wohnhaus | 094 76941          | Baudenkmal                   | Wohnhaus                                                         |
| Roseggerstraße 1 (Karte) | Wohnhaus                                                         | Wohnhaus | 094 82841          | Baudenkmal                   | Wohnhaus                                                         |
| Schellheimerplatz 1 (Karte) | Wohnhaus                                                         | Wohnhaus | 094 82363          | Baudenkmal                   | Wohnhaus                                                         |
| Schellheimerplatz 2 (Karte) | Wohnhaus                                                         | Wohnhaus | 094 82364          | Baudenkmal                   | Wohnhaus                                                         |
| Schellheimerplatz 9 (Karte) | Wohnhaus                                                         | Wohnhaus | 094 82366          | Baudenkmal                   | Wohnhaus                                                         |
| Schellheimerplatz (Karte) | Kandelaber                                                       | Der Kunstgusskandelaber der städtischen Gasbeleuchtung befindet sich an zentraler Stelle des Platzes im Zentrum mehrerer Straßenachsen. | 094 80279          | Baudenkmal                   | Kandelaber                                                       |
| Schenkendorfstraße 9 (Karte) | Wohn- und Geschäftshaus                                          | Wohn- und Geschäftshaus | 094 82383          | Baudenkmal                   | Wohn- und Geschäftshaus                                          |
| Schenkendorfstraße 10 (Karte) | Wohnhaus                                                         | Wohnhaus | 094 82384          | Baudenkmal                   | Wohnhaus                                                         |
| Schenkendorfstraße 11 (Karte) | Wohnhaus                                                         | Wohnhaus | 094 82385          | Baudenkmal                   | Wohnhaus                                                         |
| Schenkendorfstraße 12 (Karte) | Wohnhaus                                                         | Wohnhaus | 094 82386          | Baudenkmal                   | Wohnhaus                                                         |
| Schenkendorfstraße 13 (Karte) | Wohnhaus                                                         | Wohnhaus | 094 82387          | Baudenkmal                   | Wohnhaus                                                         |
| Schenkendorfstraße 19, 20 (Karte) | Wohnhaus Schenkendorfstraße 19, 20                               | Wohnhaus aus zwei Gebäudeteilen bestehender Komplex im Stil des Historismus aus dem Jahr 1898 | 094 82381          | Baudenkmal                   | Wohnhaus Schenkendorfstraße 19, 20                               |
| Schillerstraße 1b (Karte) | Schule                                                           | Die Schule wurde Ende des 19. Anfang des 20. Jahrhunderts erbaut. | 094 82843          | Baudenkmal                   | Schule                                                           |
| Schillerstraße 3 (Karte) | Verwaltungsgebäude                                               | Verwaltungsgebäude | 094 82842          | Baudenkmal                   | Verwaltungsgebäude                                               |
| Schillerstraße 4 (Karte) | Wohnhaus                                                         | Wohnhaus | 094 76798          | Baudenkmal                   | Wohnhaus                                                         |
| Schillerstraße 16 (Karte) | Wohn- und Geschäftshaus                                          | Wohn- und Geschäftshaus | 094 82279          | Baudenkmal                   | Wohn- und Geschäftshaus                                          |
| Schillerstraße 17 (Karte) | Wohnhaus                                                         | Wohnhaus | 094 76739          | Baudenkmal                   | Wohnhaus                                                         |
| Schillerstraße 18, Schopenhauerstraße 7 (Karte) | Wohnhaus                                                         | Wohnhaus | 094 76774          | Baudenkmal                   | Wohnhaus                                                         |
| Schillerstraße 30 (Karte) | Wohnhaus                                                         | Wohnhaus | 094 82259          | Baudenkmal                   | Wohnhaus                                                         |
| Schillerstraße 31 (Karte) | Wohnhaus                                                         | Wohnhaus | 094 82260          | Baudenkmal                   | Wohnhaus                                                         |
| Schillerstraße 32 (Karte) | Wohnhaus                                                         | Wohnhaus | 094 82261          | Baudenkmal                   | Wohnhaus                                                         |
| Schillerstraße 37 (Karte) | Wohnhaus                                                         | Wohnhaus | 094 82276          | Baudenkmal                   | Wohnhaus                                                         |
| Schillerstraße 41b-d (Karte) | Wohnhaus                                                         | Wohnhaus | 094 71449          | Baudenkmal                   | Wohnhaus                                                         |
| Schillerstraße 48, 48a (Karte) | Wohnhaus                                                         | Wohnhaus | 094 81811          | Baudenkmal                   | Wohnhaus                                                         |
| Schillerstraße 52 (Karte) | Wohnhaus                                                         | Wohnhaus | 094 82580          | Baudenkmal                   | Wohnhaus                                                         |
| Schillerstraße 54 (Karte) | Wohnhaus                                                         | Wohnhaus | 094 81824          | Baudenkmal                   | Wohnhaus                                                         |
| Schleiermacherstraße 3, 5, 7, 9, Spielhagenstraße 3, 5, 7, 9, Westring 23, 25, 27 (Karte) | Häusergruppe                                                     | Häusergruppe | 094 82777          | Baudenkmal                   | Häusergruppe                                                     |
| Schopenhauerstraße 1 (Karte) | Wohn- und Geschäftshaus                                          | Wohn- und Geschäftshaus | 094 82277          | Baudenkmal                   | Wohn- und Geschäftshaus                                          |
| Schopenhauerstraße 2 (Karte) | Wohn- und Geschäftshaus                                          | Wohn- und Geschäftshaus | 094 82278          | Baudenkmal                   | Wohn- und Geschäftshaus                                          |
| Schopenhauerstraße 7 (Karte) | Wohnhaus                                                         | Wohnhaus | 094 76738          | Baudenkmal                   | Wohnhaus                                                         |
| Steinigstraße 1a (Karte) | Wohnhaus                                                         | Wohnhaus | 094 81822          | Baudenkmal                   | Wohnhaus                                                         |
| Stolzestraße 1 (Karte) | Wohnhaus                                                         | Wohnhaus | 094 76960          | Baudenkmal                   | Wohnhaus                                                         |
| Stolzestraße 10 (Karte) | Wohnhaus                                                         | Wohnhaus | 094 82239          | Baudenkmal                   | Wohnhaus                                                         |
| Stolzestraße 11 (Karte) | Wohnhaus                                                         | Wohnhaus | 094 76961          | Baudenkmal                   | Wohnhaus                                                         |
| Stolzestraße 12 (Karte) | Wohnhaus                                                         | Wohnhaus | 094 76961          | Baudenkmal                   | Wohnhaus                                                         |
| Uhlandstraße 1 (Karte) | Wohnhaus                                                         | Wohnhaus | 094 82286          | Baudenkmal                   | Wohnhaus                                                         |
| Uhlandstraße 2 (Karte) | Wohnhaus                                                         | Wohnhaus | 094 82286          | Baudenkmal                   | Wohnhaus                                                         |
| Uhlandstraße 4 (Karte) | Wohnhaus                                                         | Wohnhaus | 094 82287          | Baudenkmal                   | Wohnhaus                                                         |
| Uhlandstraße 7 (Karte) | Wohnhaus                                                         | Wohnhaus | 094 82289          | Baudenkmal                   | Wohnhaus                                                         |
| Uhlandstraße 9 (Karte) | Wohnhaus                                                         | Wohnhaus | 094 82288          | Baudenkmal                   | Wohnhaus                                                         |
| Westring 5 (Karte) | Wohnhaus                                                         | Wohnhaus | 094 71001          | Baudenkmal                   | Wohnhaus                                                         |
| Westring 7 (Karte) | Wohnhaus                                                         | Wohnhaus | 094 71000          | Baudenkmal                   | Wohnhaus                                                         |
| Westring 9 (Karte) | Wohnhaus                                                         | Wohnhaus | 094 70999          | Baudenkmal                   | Wohnhaus                                                         |
| Wielandstraße 10 (Karte) | Wohnhaus                                                         | Wohnhaus | 094 82269          | Baudenkmal                   | Wohnhaus                                                         |
| Wielandstraße 17 (Karte) | Wohnhaus                                                         | Wohnhaus | 094 82270          | Baudenkmal                   | Wohnhaus                                                         |
| Wielandstraße 21 (Karte) | Wohnhaus                                                         | Wohnhaus | 094 82271          | Baudenkmal                   | Wohnhaus                                                         |
| Wielandstraße 23 (Karte) | Wohnhaus                                                         | Wohnhaus | 094 82272          | Baudenkmal                   | Wohnhaus                                                         |
| Wielandstraße 25 (Karte) | Wohnhaus                                                         | Wohnhaus | 094 82273          | Baudenkmal                   | Wohnhaus                                                         |
| Wielandstraße 27 (Karte) | Wohnhaus                                                         | Wohnhaus | 094 82274          | Baudenkmal                   | Wohnhaus                                                         |
| Wielandstraße 29 (Karte) | Wohnhaus                                                         | Wohnhaus | 094 82275          | Baudenkmal                   | Wohnhaus                                                         |
| Wilhelm-Kobelt-Straße 4 (Karte) | Wohnhaus                                                         | Wohnhaus | 094 71404          | Baudenkmal                   | Wohnhaus                                                         |
| Wilhelm-Kobelt-Straße 6 (Karte) | Wohnhaus                                                         | Das Wohnhaus wurde 1913 erbaut. | 094 71441          | Baudenkmal                   | Wohnhaus                                                         |
| Wilhelm-Kobelt-Straße 40 (Karte) | Hermann-Gieseler-Halle                                           | Halle Die Sporthalle wurde 1922 erbaut. | 094 06308          | Baudenkmal                   | Hermann-Gieseler-Halle                                           |
| Wilhelm-Külz-Straße 9 (Karte) | Wohnhaus                                                         | Wohnhaus | 094 82397          | Baudenkmal                   | Wohnhaus                                                         |
| Wilhelm-Külz-Straße 11 (Karte) | Wohnhaus                                                         | Wohnhaus | 094 82361          | Baudenkmal                   | Wohnhaus                                                         |
| Wilhelm-Külz-Straße 20 (Karte) | Wohnhaus                                                         | Ds Wohnhaus wurde im Jahr 1873 für Dr. Breddin erbaut. Es ist ein eingeschossiges, traufständiges Fachwerkhaus mit einem Satteldach. Häuser in der Nähe der Festung mussten laut einer Bauvorschrift Fachwerkhäuser sein. Über dem Eingang befindet sich ein Dacherker ein Dreiecksgiebel. | 094 82396          | Baudenkmal                   | Wohnhaus                                                         |
| Wilhelm-Raabe-Straße 3 (Karte) | Wohnhaus                                                         | Das Wohnhaus wurde 1903 erbaut. Es ist ein traufständiges, dreigeschossiges Wohnhaus mit einem Satteldach im Jugendstil. An beiden Seiten befinden sich Risalite mit eigenem Dach. Der Eingang befindet sich in der mittleren Achse von sieben Achsen. Er ist geschmückt mit einem Blüten- und Rankenwerk. Die Fenster im Erdgeschoss sind Segmentfenster, im ersten Geschoss Rechtecksfenster und im zweiten Geschoss Rundbogenfenster. | 107 15027          | Baudenkmal                   | Wohnhaus                                                         |
| Wilhelm-Raabe-Straße 14 (Karte) | Wohnhaus                                                         | Wohnhaus | 094 17090          | Baudenkmal                   | Wohnhaus                                                         |
| Winckelmannstraße 7, 8 (Karte) | Wohnhaus                                                         | Das Wohnhaus wurde 1907 im Stil der Eklektizismus erbaut. Es ist ein Ziegelbau mit Putzfassade, der Entwurf stammt von dem Architekten Max Suppelna. Die Fassade ist lebendig gestaltet, sie besteht aus hellen Putz und roten und grünen Ziegeln. Weiter besteht die Fassade aus Erkern und Risaliten mit Fachwerkgiebel. In der Mitte der Fassade befindet sich ein Zwerchgiebel. | 094 17091          | Baudenkmal                   | Wohnhaus                                                         |
| Winckelmannstraße 9 (Karte) | Wohnhaus                                                         | Das Wohnhaus befindet sich an der Ecke zur Lessingstraße und hat dadurch einen V-förmigen Grundriss. Erbaut wurde das Haus im Jahre 1905 nach einem Entwurf von Max Suppelna. Die Fassade ist im Jugendstil errichtet worden. Zur Kreuzung hin befinden sich zwei Achsen mit einem geschweiften Giebel. In diesem Giebel befindet sich ein Porträtmedaillon von Gotthold Ephraim Lessing. | 094 82323          | Baudenkmal                   | Wohnhaus                                                         |
| Winckelmannstraße 10 (Karte) | Wohnhaus                                                         | Wohnhaus | 094 82324          | Baudenkmal                   | Wohnhaus                                                         |
| Winckelmannstraße 11 (Karte) | Wohnhaus                                                         | Wohnhaus | 094 82325          | Baudenkmal                   | Wohnhaus                                                         |
| Winckelmannstraße 12, 13 (Karte) | Häusergruppe                                                     | Häusergruppe | 094 82326          | Baudenkmal                   | Häusergruppe                                                     |
| Winckelmannstraße 14 (Karte) | Wohnhaus                                                         | Wohnhaus | 094 82328          | Baudenkmal                   | Wohnhaus                                                         |
| Winckelmannstraße 15, 15a–b (Karte) | Wohnhaus                                                         | Wohnhaus | 094 82329          | Baudenkmal                   | Wohnhaus                                                         |
| Winckelmannstraße 16 (Karte) | Wohnhaus                                                         | Wohnhaus | 094 82330          | Baudenkmal                   | Wohnhaus                                                         |
| Winckelmannstraße 17, 18 (Karte) | Häusergruppe                                                     | Häusergruppe | 094 82331          | Baudenkmal                   | Häusergruppe                                                     |
| Winckelmannstraße 19 (Karte) | Wohnhaus                                                         | Wohnhaus | 094 82334          | Baudenkmal                   | Wohnhaus                                                         |
| Winckelmannstraße 20 (Karte) | Wohnhaus                                                         | Wohnhaus | 094 82333          | Baudenkmal                   | Wohnhaus                                                         |
| Winckelmannstraße 21, 22 (Karte) | Häusergruppe                                                     | Häusergruppe | 094 82335          | Baudenkmal                   | Häusergruppe                                                     |

## Ehemalige Denkmale
Die nachfolgenden Objekte waren ursprünglich ebenfalls denkmalgeschützt oder wurden in der Literatur als Kulturdenkmale geführt. Die Denkmale bestehen heute jedoch nicht mehr, ihre Unterschutzstellung wurde aufgehoben oder sie werden nicht mehr als Denkmale betrachtet.
| Lage                                                                                         | Bezeichnung                     | Beschreibung | Erfassungs- nummer | Ausweisungsart               | Bild |
| -------------------------------------------------------------------------------------------- | ------------------------------- | --- | ------------------ | ---------------------------- | ---- |
| Lessingstraße 27 (Karte)                                                                     | Häusergruppe                    | Häusergruppe, wird zumindest seit 2009 nicht mehr als Denkmal geführt                                                                              | 094 71408          |                              | BW   |
| Lessingstraße 70 (Karte)                                                                     | Wohnhaus                        | Wohnhaus, wird zumindest seit 2009 nicht mehr als Denkmal geführt                                                                                  | 094 82388          |                              | BW   |
| Maxim-Gorki-Straße 4 (Karte)                                                                 | Wohn- und Geschäftshaus         | Wohn- und Geschäftshaus, nicht mehr existent und wird seit 2009 nicht mehr als Denkmal geführt                                                     | 094 70058          |                              | BW   |
| Olvenstedter Straße 43a (Karte)                                                              | Wohnhaus                        | Wohnhaus, wird zumindest seit 2009 nicht mehr als Denkmal geführt                                                                                  | 094 82295          |                              | BW   |
| Olvenstedter Straße 70, Maxim-Gorki-Straße (Karte)                                           | Wohn- und Geschäftshaus         | Genehmigter Abbruchantrag aus dem Jahr 1993 | 094 70059          |                              | BW   |
| Olvenstedter Straße 72 (Karte)                                                               | Wohnhaus Olvenstedter Straße 72 | viergeschossiges Wohnhaus im Stil des Eklektizismus aus der Zeit nach 1897, es lag ein genehmigter Abbruchantrag aus dem Jahr 2007 vor, abgerissen | 094 17254          | Baudenkmal                   | BW   |
| Zum Handelshof, westlich der Altstadt und des Festungsrings an der Bahnlinie nach Marienborn | Schlachthof                     | Schlachthof | 094 06268 003      | Teilobjekt eines Baudenkmals |      |

## Legende
In den Spalten befinden sich folgende Informationen:
- Lage: Nennt den Straßennamen und wenn vorhanden die Hausnummer des Kulturdenkmals. Die Grundsortierung der Liste erfolgt nach dieser Adresse. Der Link „Karte“ führt zu verschiedenen Kartendarstellungen und nennt die geographischen Koordinaten.
Link zu einem Kartenansichtstool, um Koordinaten zu setzen. In der Kartenansicht sind Baudenkmale ohne Koordinaten mit einem roten bzw. orangen Marker dargestellt und können in der Karte gesetzt werden. Baudenkmale ohne Bild sind mit einem blauen bzw. roten Marker gekennzeichnet, Baudenkmale mit Bild mit einem grünen bzw. orangen Marker.
- Offizielle Bezeichnung: Nennt den Namen, die Bezeichnung oder zumindest die Art des Kulturdenkmals und verlinkt, soweit vorhanden, auf den Artikel zum Objekt.
- Beschreibung: Nennt bauliche und geschichtliche Einzelheiten des Kulturdenkmals, vorzugsweise die Denkmaleigenschaften.
- Erfassungsnummer: Für jedes Kulturdenkmal wird in Sachsen-Anhalt eine 20stellige Erfassungsnummer vergeben. Die letzten zwölf Ziffern werden für die Untergliederung nach Teilobjekten genutzt und werden nur angegeben, soweit vergeben. In dieser Spalte kann sich folgendes Icon  befinden, dies führt zu Angaben zu diesem Baudenkmal bei Wikidata.
- Ausweisungsart: Die Einordnung des Denkmales nach § 2 Abs. 2 DenkmSchG LSA
- Bild: Ein Bild des Denkmales, und gegebenenfalls einen Link zu weiteren Fotos des Kulturdenkmals im Medienarchiv Wikimedia Commons. Wenn man auf das Kamerasymbol klickt, können Fotos zu Kulturdenkmalen aus dieser Liste hochgeladen werden: